# Amandine Hesse
Amandine Hesse (Montauban, 16 gennaio 1993) è una tennista francese.

## Carriera
Nel circuito ITF ha vinto 7 titoli in singolare e 8 titoli in doppio.
Come professionista è riuscita a issarsi sino alla posizione numero 154 del ranking WTA in singolo.
Nei tornei dello Slam ha ottenuto come risultato migliore il secondo turno al Roland Garros 2015 mentre nelle altre partecipazioni è sempre stata eliminata all'esordio.
Ha disputato quattro incontri con la squadra francese di Fed Cup vincendone tre.

## Statistiche ITF

### Singolare

#### Vittorie (7)
| Torneo $100.000 (0) |
| Torneo $80.000 (0)  |
| Torneo $75.000 (0)  |
| Torneo $60.000 (0)  |
| Torneo $50.000 (0)  |
| Torneo $40.000 (0)  |
| Torneo $25.000 (6)  |
| Torneo $15.000 (0)  |
| Torneo $10.000 (1)  |

| N. | Data              | Torneo                                                           | Superficie      | Avversaria in finale   | Score            |
| 1. | 22 gennaio 2012   | Open de la ville de Gosier, Le Gosier                            | Cemento         | Pauline Payet          | 7-5, 6-1         |
| 2. | 10 novembre 2013  | Open Feminin 50, Équeurdreville                                  | Cemento (i)     | Timea Bacsinszky       | 7-6(5), 3-6, 6-4 |
| 3. | 15 dicembre 2013  | Torneo Femenino Villa de Madrid, Madrid                          | Cemento         | Eva Birnerová          | 4-6, 6-0, 6-2    |
| 4. | 24 giugno 2018    | Torneo Femenino Villa de Madrid, Madrid                          | Terra rossa (i) | Martina Di Giuseppe    | 7–6(3), 4–6, 7-5 |
| 5. | 20 giugno 2021    | ITF Ciudad Raqueta, Madrid                                       | Terra rossa     | Jéssica Bouzas Maneiro | 6-4, 7-5         |
| 6. | 12 settembre 2021 | Open International de Saint-Palais-sur-Mer, Saint-Palais-sur-Mer | Terra rossa     | Anna Danilina          | 6-3, 6-4         |
| 7. | 5 maggio 2024     | Open Internacional Ciudad de Yecla, Yecla                        | Terra rossa     | Tamara Kostic          | 6-4, 3-6, 6-4    |

#### Sconfitte (10)
| Torneo $100.000 (0) |
| Torneo $80.000 (0)  |
| Torneo $75.000 (0)  |
| Torneo $60.000 (1)  |
| Torneo $50.000 (1)  |
| Torneo $40.000 (0)  |
| Torneo $25.000 (2)  |
| Torneo $15.000 (0)  |
| Torneo $10.000 (6)  |

| N.  | Data              | Torneo                                                        | Superficie  | Avversaria in finale | Score               |
| 1.  | 1º agosto 2010    | Tampere Open, Tampere                                         | Terra rossa | Alizé Lim            | 4-6, 3-6            |
| 2.  | 15 gennaio 2012   | Open Féminin de tennis de l'Ile de Saint-Martin, Saint-Martin | Cemento     | Yasmin Schnack       | 7-6(4), 2-6, 1-6    |
| 3.  | 30 luglio 2012    | ITF Ladies Future Vienna, Vienna                              | Terra rossa | Barbara Haas         | 1-6, 4-6            |
| 4.  | 23 dicembre 2012  | ITF Djibouti Open, Gibuti                                     | Cemento     | Melanie Klaffner     | 6-4, 5-7, 2-6       |
| 5.  | 10 marzo 2013     | Netanya Open, Netanya                                         | Cemento     | Aljaksandra Sasnovič | 2-6, 5-7            |
| 6.  | 1º settembre 2013 | Rotterdam Open, Rotterdam                                     | Terra rossa | Bernarda Pera        | 6-1, 3-6, 5-7       |
| 7.  | 3 ottobre 2015    | Abierto Victoria, Ciudad Victoria                             | Cemento     | Elise Mertens        | 4-6, 3-6            |
| 8.  | 18 giugno 2017    | Trofeu Internacional Ciutat de Barcelona, Barcellona          | Terra rossa | Daniela Seguel       | 6-3, 6(5)-7, 6(3)-7 |
| 9.  | 17 marzo 2018     | ITF Women's Circuit Gwalior, Gwalior                          | Cemento     | Ankita Raina         | 2-6, 5-7            |
| 10. | 4 novembre 2018   | Open GDF SUEZ Nantes Atlantique, Nantes                       | Cemento (i) | Timea Bacsinszky     | 4–6, 6–3, 1–6       |

### Doppio

#### Vittorie (8)
| Torneo $100.000 (0) |
| Torneo $80.000 (3)  |
| Torneo $75.000 (0)  |
| Torneo $60.000 (0)  |
| Torneo $50.000 (2)  |
| Torneo $40.000 (0)  |
| Torneo $25.000 (2)  |
| Torneo $15.000 (0)  |
| Torneo $10.000 (1)  |

| N. | Data              | Torneo                                         | Superficie  | Compagna           | Avversarie in finale                     | Punteggio         |
| 1. | 21 luglio 2013    | Open 88 Contrexéville, Contrexéville           | Terra rossa | Vanesa Furlanetto  | Ana Konjuh Silvia Njirić                 | 7-6(3), 6-4       |
| 2. | 1º settembre 2013 | Rotterdam Open, Rotterdam                      | Terra rossa | Demi Schuurs       | Elke Lemmens Svjatlana Piraženka         | 3-6, 7-5, [10-4]  |
| 3. | 19 ottobre 2014   | Open GDF Suez de Touraine, Joué-lès-Tours      | Cemento (i) | Stéphanie Foretz   | Alberta Brianti Maria Elena Camerin      | default           |
| 4. | 23 luglio 2017    | ITS Cup, Olomouc                               | Terra rossa | Victoria Rodríguez | Michaela Hončová Raluca Georgiana Șerban | 3-6, 6-2, [10-8]  |
| 5. | 27 ottobre 2019   | Internationaux Féminins de la Vienne, Poitiers | Cemento (i) | Harmony Tan        | Tayisiya Morderger Yana Morderger        | 6-4, 6-2          |
| 6. | 14 febbraio 2020  | Open GDF Suez De L'Isere, Grenoble             | Cemento (i) | Elixane Lechemia   | Samantha Murray Sharan Julia Wachaczyk   | 6-3, 4-6, [13-11] |
| 7. | 17 aprile 2021    | Ladies Open Calvi, Calvi                       | Cemento     | Lina Ǵorčeska      | Audrey Albié Léolia Jeanjean             | 7-5, 6-4          |
| 8. | 1º ottobre 2021   | ITF Féminin Le Neubourg, Le Neubourg           | Cemento     | Robin Anderson     | Estelle Cascino Sarah Beth Grey          | 6-3, 7-6(2)       |

#### Sconfitte (16)
| Torneo $100.000 (1) |
| Torneo $80.000 (0)  |
| Torneo $75.000 (0)  |
| Torneo $60.000 (2)  |
| Torneo $50.000 (1)  |
| Torneo $40.000 (1)  |
| Torneo $25.000 (4)  |
| Torneo $15.000 (1)  |
| Torneo $10.000 (6)  |

| N.  | Data             | Torneo                                                         | Superficie      | Compagna             | Avversarie in finale                 | Punteggio              |
| 1.  | 15 novembre 2009 | Open du Havre, Le Havre                                        | Terra rossa (i) | Alizé Lim            | Mihaela Buzărnescu Marina Mel'nikova | 2-6, 6(4)-7            |
| 2.  | 19 giugno 2010   | Open GDF SUEZ Montpellier, Montpellier                         | Terra rossa     | Ljudmyla Kičenok     | Lu Jingjing Laura Siegemund          | 4-6, 2-6               |
| 3.  | 31 luglio 2010   | Tampere Open, Tampere                                          | Terra rossa     | Monika Tůmová        | Irina Kuzmina Diāna Marcinkēviča     | 4-6, 2-6               |
| 4.  | 14 gennaio 2012  | Open Féminin de tennis de l'Ile de Saint-Martin, Saint-Martin  | Cemento         | Marion Gaud          | Shérazad Benamar Brandy Mina         | 4–6, 4–6               |
| 5.  | 10 dicembre 2012 | ITF Djibouti Open, Gibuti                                      | Cemento         | Chloé Paquet         | Diana Bogolij Jana Sizikova          | 3–6, 6–3, [8–10]       |
| 6.  | 17 dicembre 2012 | ITF Djibouti Open, Gibuti                                      | Cemento         | Chloé Paquet         | Diana Bogolij Jana Sizikova          | 7–5, 4–6, [4–10]       |
| 7.  | 27 luglio 2013   | Open GDF SUEZ des Contamines-Montjoie, Les Contamines-Montjoie | Cemento         | Vanesa Furlanetto    | Nicole Clerico Nikola Fraňková       | 6-3, 6(5)-7, [8-10]    |
| 8.  | 24 agosto 2013   | Servimat Open, Wanfercée-Baulet                                | Terra rossa     | Deniz Khazaniuk      | Tatiana Búa Daniela Seguel           | 4–6, 2–6               |
| 9.  | 1º novembre 2014 | Open GDF SUEZ Nantes Atlantique, Nantes                        | Cemento (i)     | Stéphanie Foretz     | Ljudmyla Kičenok Nadežda Kičenok     | 2-6, 3-6               |
| 10. | 20 aprile 2015   | ITF Women's Circuit Il Cairo, Il Cairo                         | Terra rossa     | Marine Partaud       | Barbara Haas Sandra Samir            | 6-0, 4-6, [7-10]       |
| 11. | 31 ottobre 2015  | Internationaux Féminins de la Vienne, Poitiers                 | Cemento (i)     | Stéphanie Foretz     | Andreea Mitu Monica Niculescu        | 7-6(5), 6(2)-7, [8-10] |
| 12. | 14 ottobre 2016  | Open Feminin 50, Équeurdreville                                | Cemento (i)     | An-Sophie Mestach    | Cornelia Lister Polina Monova        | 5–7, 6–4, [6–10]       |
| 13. | 7 settembre 2019 | Zagreb Ladies Open, Zagabria                                   | Terra rossa     | Daniela Seguel       | Anna Bondár Paula Ormaechea          | 5-7, 5-7               |
| 14. | 16 gennaio 2021  | Tennis Future Hamburg, Amburgo                                 | Cemento (i)     | Kimberley Zimmermann | Anna Bondár Tereza Mihalíková        | 4-6, 4-6               |
| 15. | 4 settembre 2021 | TCCB Open, Collonge-Bellerive                                  | Terra rossa     | Tatjana Maria        | Amina Anšba Anastasija Gasanova      | 1-6, 7-6(6), [8-10]    |
| 16. | 19 aprile 2024   | Ladies Open de Calvi, Calvi                                    | Cemento         | Sarah Beth Grey      | Urszula Radwańska Valentina Ryser    | 3-6, 2-6               |

## Risultati in progressione
| Sigla | Risultato               |
| ----- | ----------------------- |
| V     | Vincitore               |
| F     | Finalista               |
| SF    | Semifinalista           |
| O     | Oro olimpico            |
| A     | Argento olimpico        |
| SF    | Bronzo olimpico         |
| QF    | Quarti di Finale        |
| 4T    | Quarto turno            |
| 3T    | Terzo turno             |
| 2T    | Secondo turno           |
| 1T    | Primo turno             |
| RR    | Round Robin             |
| LQ    | Turno di qualificazione |
| A     | Assente                 |
| ND    | Non disputato           |

| Legenda superfici    |
| -------------------- |
| Cemento              |
| Terra battuta        |
| Erba                 |
| Superficie variabile |

### Singolare nei tornei del Grande Slam
| Torneo          | 2008 | 2009 | 2010 | 2011 | 2012 | 2013 | 2014 | 2015 | V--S |
| --------------- | ---- | ---- | ---- | ---- | ---- | ---- | ---- | ---- | ---- |
| Australian Open | A    | A    | A    | A    | A    | A    | A    | A    | 0-0  |
| Open di Francia | A    | A    | A    | A    | A    | A    | 1T   |      | 0-1  |
| Wimbledon       | A    | A    | A    | A    | A    | A    | A    |      | 0-0  |
| US Open         | A    | A    | A    | A    | A    | A    | 1T   |      | 0-1  |
| Totale          | 0-0  | 0-0  | 0-0  | 0-0  | 0-0  | 0-0  | 0-2  | 0-0  | 0-2  |

### Doppio nei tornei del Grande Slam
| Torneo          | 2008 | 2009 | 2010 | 2011 | 2012 | 2013 | 2014 | 2015 | V--S |
| --------------- | ---- | ---- | ---- | ---- | ---- | ---- | ---- | ---- | ---- |
| Australian Open | A    | A    | A    | A    | A    | A    | A    | A    | 0-0  |
| Open di Francia | 1T   | A    | A    | A    | A    | A    | 1T   |      | 0-2  |
| Wimbledon       | A    | A    | A    | A    | A    | A    | A    |      | 0-0  |
| US Open         | A    | A    | A    | A    | A    | A    | A    |      | 0-0  |
| Totale          | 0-1  | 0-0  | 0-0  | 0-0  | 0-0  | 0-0  | 0-1  | 0-0  | 0-2  |

### Doppio misto nei tornei del Grande Slam
| Torneo          | 2008 | 2009 | 2010 | 2011 | 2012 | 2013 | 2014 |
| --------------- | ---- | ---- | ---- | ---- | ---- | ---- | ---- |
| Australian Open | A    | A    | A    | A    | A    | A    | A    |
| Open di Francia | A    | A    | A    | A    | 1T   | A    | A    |
| Wimbledon       | A    | A    | A    | A    | A    | A    | A    |
| US Open         | A    | A    | A    | A    | A    | A    | A    |